# شیونگ شی لینگ
شیونگ شی لینگ (انگلیسی: Xiong Xiling؛ ۲۳ ژوئیه ۱۸۷۰ – ۲۵ دسامبر ۱۹۳۷) یک نیکوکار و سیاستمدار اهل جمهوری چین بود که از ۱۹۱۳ تا ۱۹۱۴ در جمهوری چین خدمت کرد.

## زندگی
شیونگ شی لینگ در هونان چین به دنیا آمد در ۱۹۱۳ به انتخاب یوآن شیکای به عنوان رهبر پارلمانی و وزیر اقتصاد منصوب شد. پس از چند ماه کم‌کم با یوآن به اختلاف نظر خورد و در ۱۹۱۴ از سمت خود استعفا داد.
پس از کناره‌گیری از سیاست رو به نیکوکاری آورد و در پکن و شانگهای برای افراد نیازمند خیریه راه انداخت. در ۱۹۳۷ او به فراریان نبرد شانگهای کمک می‌رساند. پس از سقوط شانگهای به هنگ کنگ رفت و همان‌جا در ۲۵ دسامبر ۱۹۳۷ از دنیا رفت. مراسم خاکسپاری او در سطح ملی برگزار شد.